# Audiencia Nacional

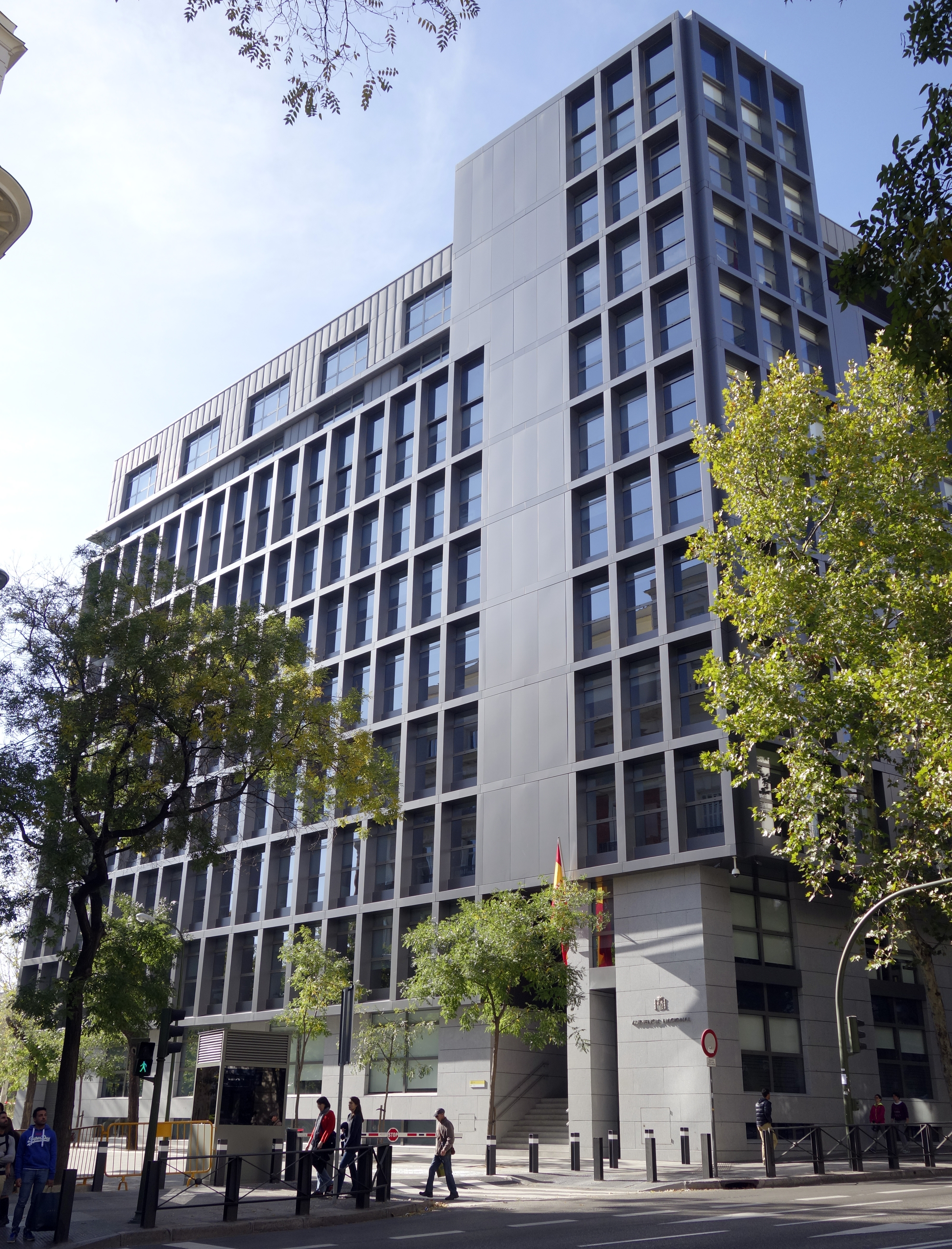
Sede dell'Audiencia Nacional

L'Audiencia Nacional è un tribunale spagnolo con sede a Madrid e che ha giurisdizione in tutto il territorio nazionale spagnolo. È sia una corte d'appello sia d'istanza in quelle materie che la legge indica, ma non è una corte di cassazione. Si occupa precipuamente di gravi crimini contro la Corona e i suoi membri, terrorismo, contraffazione di denaro, di carte di debito e credito, e di assegni. È inoltre giudice di crimini relativi al traffico di droga, frodi alimentari e sanitarie, ma anche di crimini internazionali che rientrino in materie di competenza delle corti spagnole.
Fu creata in virtù del Real Decreto-ley 1/1977 (BOE del 5 gennaio del 1977), quando fu soppresso il Tribunal de Orden Público della dittatura franchista.
Il suo presidente, dal 2014, è José Ramón Navarro Miranda.